# Ramón Urías
Ramón Francisco Urías (Magdalena de Kino, Sonora; 3 de junio de 1994) es un beisbolista mexicano. Juega por los Astros de Houston de las Ligas Mayores de Béisbol (MLB).
Es el jugador mexicano #135 de las grandes ligas.
Participó en la Academia de Beisbol de Alto rendimiento Alfredo Harp Helú, ubicada en Santa María Coyotepec, Oaxaca, filial de los Diablos Rojos, con el objetivo de captar y formar a los jóvenes talento de México. Ramón Urías es el noveno jugador de los Diablos Rojos que en 2022 está jugando en las Grandes Ligas, y son la organización que más jugadores mexicanos exporta al mejor beisbol del mundo.

## Ligas Menores
Urías firmó con los Rangers Texas como agente libre internacional en diciembre de 2010. Hizo su debut profesional en 2011 en la sucursal de los Rangers en la Liga Dominicana de verano, bateando .213 con un jonrón y 13 carreras impulsadas en 49 juegos. 
En 2012, volvió a la LDV donde bateó .268/.346/.342 con un jonrón y 36 carreras impulsadas en 56 juegos. 

### Diablos Rojos del México
Fue prestado, en 2013, por los Rangers, a los Diablos Rojos del México de la Liga Mexicana de Beisbol de verano, donde jugó hasta 2017. En 2017, reportó 106 juegos para .340/.433/.577 con 19 jonrones y 79 impulsadas.

### Cardenales de San Luis
Después de la temporada, realizó un contrato de ligas menores con los Cardenales de San Luis. Urías comenzó la temporada 2018 con los Cardenales de Springfield  antes de ser ascendido a los Redbirds de Memphis. En 90 juegos entre los dos clubes, bateó .300/.356/.516 con 13 jonrones y 44 impulsadas. Los Cardenales lo agregaron en la postemporada 2018, a su lista de 40 hombres elegibles para jugar.

### Cañeros de los Mochis
Jugó con los Cañeros de los Mochis en la Liga Mexicana del Pacífico la temporada 2018-2019 y el prospecto N.º 20 de los Cardenales conectó tres jonrones y terminó con siete carreras impulsadas el miércoles mientras ayudaba a los Caneros de los Mochis a vencer a los Yaquis de Obregón, 11-6. 
Urías volvió a Memphis para comenzar el 2019, y también estuvo un tiempo con Springfield y los Cardinales de Palm Beach. Durante 103 juegos entre ambos equipos, bateó .262 con diez jonrones y 55 carreras impulsadas.
Urías fue designado para asignación por los Cardenales el 6 de febrero de 2020.

## Ligas Mayores

### Orioles de Baltimore
Urías fue reclamado de las exenciones de los Orioles de Baltimore el 11 de febrero de 2020.
A los 26 años, el 18 de agosto de 2020, Urías fue ascendido a MLB por primera vez. Urías hizo su debut en las Grandes Ligas el 20 de agosto del 2020 contra los Medias Rojas de Boston, ponchándose en su única aparición en el plato. En 25 turnos al bate en su temporada de novato con los Orioles, Urías reportó .360/.407/.560 con un jonrón y 3 carreras impulsadas. 
En 2021 Urías jugó 85 juegos y sus números fueron 0.279/.361/.412, para 7 jonrones y 38 impulsadas (7).
En 2022 se le otorgó el Guante de oro como tercera base.

## Vida personal
Es hermano mayor de Luis Urías, jugador de cuadro de los Atléticos de Oakland.
Es la cuarta ocasión en que dos hermanos mexicanos llegan al mejor beisbol del mundo, Bobby (1968) y Alex. Treviño (1978-1990), Vicente (1968-1982) y Enrique Romo (1977-1982), Adrián (1990-2018) y Edgar González (2008) -2009) y ahora los hermanos Luis y Ramón Urías. 